# Yakov Blumkin
Yakov Grigorievich Blumkin (en ruso: Яков Григорьевич Блюмкин, en ucraniano: Яків Григорович Блюмкін, nacido el 8 de octubre de 1898 o en el pueblo de Sosnica, cerca de Chernígov y murió el 3 de noviembre de 1929, es un militante de la izquierda socialista entonces  Bolchevique, agente de la Cheka y de la GPU.
Espía y aventurero, es más conocido como el asesino de Wilhelm Mirbach y Boris Savinkov.

## Biografía
Nació el 8 de octubre de 1900 en Odessa o en el pueblo de Sosnica cerca de Chernígov en 1898. En 1913 se graduó de la escuela primaria judío. Estudió hebreo y ruso.
En julio de 1910 se mudó a Leópolis, estudió alemán. Después de la captura de Leópolis por los rusos en septiembre de 1914, su padre Grigory Isaevich Bloumkine se unió al Ejército Imperial Ruso durante la Primera Guerra Mundial.
En 1914 trabajó como electricista en una estación de tranvías y en el teatro. Participó en los destacamentos de autodefensa judíos contra los pogromos antisemitas en Rusia en Odessa. Se unió al  Partido Socialista-Revolucionario en 1916. En octubre de 1917, visitó la región del Volga.
En noviembre de 1917, Yakov Bloumkine se unió al destacamento de marineros que participaban en la lucha con la  Ucrania. Durante los acontecimientos revolucionarios en Odessa en 1918, participó en la expropiación de la propiedad del Banco del Estado. En enero de 1918, organizó el entrenamiento en Odessa del 1er regimiento de voluntarios.